# Zăvoaiele Borcutului
Zăvoaiele Borcutului (monument al naturii) este o arie protejată de interes național ce corespunde categoriei a III-a IUCN (rezervație naturală de tip hidrogeologic), situată în nord-estul Transilvaniei, pe teritoriul județului Bistrița-Năsăud
.

## Localizare
Aria naturală se flă în extremitatea nordică a județului Bistrița-Năsăud (în apropierea limitei de graniță cu județul Maramureș), pe teritoriul administrativ al comunei Romuli (în partea estică a satului omonim, la confluența pâraielor „Burloaia” și „Izvorul Pietrei” care formează Râul Strâmba), la poalele estice ale Munților Rodnei (formațiuni muntoase ce aparțin grupului nordic al Carpaților Orientali), în apropierea rezervației naturale Izvorul Bătrâna, arie protejată inclusă în Parcul Național Munții Rodnei.

## Descriere
Rezervația naturală a fost declarată arie protejată prin Legea Nr.5 din 6 martie 2000 (privind aprobarea Planului de amenajare a teritoriului național - Secțiunea a III-a - zone protejate, publicată în Monitorul Oficial al României, Nr.152 din 12 aprilie 2000) și se întinde pe o suprafață de un hectare.
Zăvoaiele Borcutului reprezintă o zonă naturală în arealul căreia se află două izvoare minerale încadrate în categoria apelor feruginoase, sodice, calcice, bicarbonate și carbogazoase. Izvoarele minerale ies la suprafață (cu un debit mare, cca. 3.500 L/24 h) dintr-un con de travertin, acoperit cu vegetație formată în cea mai mare parte din pădure de rășinoase (Pinophyta).